# ФК По

Футболен клуб По, известен просто като Пау, е френски футболен отбор от град Пау. През сезон 2022/23 играят в Лига 2.
Отборът е основан през 1920 г., въпреки че официалната им дата на основаване е през 1959 г., когато за първи път е създаден Футболен клуб дьо По. Присъединява се към най-високата аматьорска лига във Франция през 1958 г. след успех във френската Югозападна лига. Религиозните власти обаче твърдят, че футболната секция е надраснала останалата част от клуба и финансовата подкрепа е оттеглена. В резултат на това Хосе Бидегайн, местен бизнесмен, създава Футболен клуб де По. Играят на стадион Нусте Камп.
Постиженията на клуба включват спечелване на Шампионат Насионал през 2020 г., спечелване на титлата Шампионат 2 на Франция два пъти през 1998 г. и 2016 г. и спечелване на Френската югозападна лига през 1958 г. и 1968 г.
ФК По има дългогодишно съперничество с няколко други клуба в Южна Франция в басейна на река Адур. Най-забележителните от тях са Байон, Мон дьо Марсан и Тарб. С възхода на ФК По и упадъка на Байон, Мон дьо Марсан и Тарб, По наскоро стана силен съперник на Бордо и двамата формират дербито на Нова Аквитания.

## Емблема
За сезон 2022–2023 клубът реши да актуализира логото си. Новият им герб е с кръгла форма и събира много символи на Беарн и град По: планинската верига Пиренеите и двете крави, които фигурират върху знамето на провинция Беарн. 